# Operação Sapatão
A Operação Sapatão (São Paulo, 5 de novembro de 1980) foi uma operação policial realizada nos bares da Rua Martinho Prado, contra a comunidade lésbica paulista. Efetuada durante a Ditadura Militar brasileira, a operação, comandada pelo delegado José Wilson Richetti, tinha como objetivo a "limpeza" do centro de São Paulo e deteve todas as mulheres, lésbicas ou não, que frequentavam os bares da região, com o pretexto de que todas eram "sapatão". Cerca de 200 mulheres foram presas e precisaram pagar fiança, ou propina, para serem liberadas da cadeia.

## Histórico

### Repressão à Comunidade LGBTQIAPN+
Durante o período da Ditadura Militar brasileira (1964 - 1985), os movimentos sociais foram relegados a uma posição de exclusão e subalternização devido a pauta moral e identitária do período. Considerados como corpos dissidentes, aqueles que participavam dos movimentos sociais eram vistos como ameaças a serem contidas, apagadas.

Nesse contexto ditatorial, a comunidade LGBTQIAPN+ também foi alvo de repressão por parte do governo. Segundo relatórios da Comissão Nacional da Verdade, seus integrantes sofreram perseguições, repressões e torturas cruéis. A homossexualidade passou a ser retratada pelo regime militar como uma ameaça à moral e aos bons costumes da família tradicional brasileira. Além disso, a população homossexual era frequentemente associada ao sexo degradante, ao consumo de drogas, à prática do comunismo e enquadrados em perfis de “marginais” e “delinquentes”. Leis começaram a ser utilizadas na tentativa de incriminar a comunidade LGBTQIAPN+. O Decreto-Lei nº 3.688, de 1941, conhecido como Lei das Contravenções Penais, em seu artigo 59, tipificava o crime de vadiagem e foi amplamente empregado pelas autoridades para deter pessoas LGBTQIAPN+, que eram frequentemente associadas à marginalidade e consideradas como presença indesejável nos espaços públicos. 
A Ditadura Militar promoveu o apagamento e o silenciamento desta comunidade, entendendo-a com ligada a uma imagem negativa e, portanto, abjetável. Aquilo que se distanciava ou que subvertia os papéis de ‘homem’ e ‘mulher’, era entendido como ameaça a ser apagada.

### O Movimento Lésbico Brasileiro
A partir da década de 1980, com a intensificação da repressão política, houve a eclosão de grupos de resistência que começaram a articular uma identidade coletiva LGBTQIAPN+. Um dos primeiros a assumir um posicionamento político e a atuar de forma efetiva em defesa dos direitos sociais foi o grupo SOMOS - Grupo de Afirmação Homossexual, composto majoritariamente por homens gays.
Apesar da resistência, as mulheres lésbicas brasileiras seguiram enfrentando formas de marginalização durante a ditadura militar. Além da repressão vinda da sociedade conservadora, também foram silenciadas dentro da própria comunidade LGBTQIAPN+ e dos movimentos progressistas, como o feminista, que, embora criticasse a ordem patriarcal, não incorporava de forma efetiva questões relacionadas à vivência lésbica e ao heterossexismo. A rigidez das normas de gênero e sexualidade impedia uma luta verdadeiramente interseccional, tornando invisíveis as experiências específicas dessas mulheres durante o período de repressão. A exclusão também vinha de setores da esquerda brasileira, que frequentemente tratavam as pautas de sexualidade como inferiores, deslegitimando o ativismo LGBTQIAPN+ e contribuindo para o seu apagamento dentro das frentes de oposição ao regime. Nesse contexto de silenciamento, surgiram grupos autônomos formados por lésbicas que buscavam articular suas próprias demandas e construir uma agenda política própria.
A partir de 1979, a presença de mulheres lésbicas no grupo SOMOS tornou-se mais expressiva. Nesse mesmo ano, um coletivo de lésbicas auto-organizadas foi convidado a publicar suas pautas e a produzir uma edição especial sobre o movimento no jornal Lampião da Esquina, na qual discutiram temas como sexualidade, repressão, lesbofobia e o cotidiano das mulheres lésbicas no Brasil.

Fotografia de Rosely Roth (1980) lendo o boletim Chanacomchana

Em outubro de 1979, após a colaboração com o Lampião da Esquina, integrantes lésbicas do grupo SOMOS fundaram o Grupo Lésbico-Feminista (LF). Inicialmente vinculado ao SOMOS, o coletivo atuou de forma articulada até 1981. Durante esse período, a LF criou o jornal Chanacomchana, voltado à discussão sobre a vivência lésbica paulista. Ainda em 1981, as ativistas Míriam Martinho e Rosely Roth  fundaram o Grupo de Ação Lésbica Feminista (GALF), uma organização lésbica independente que tinha como foco as pautas das mulheres lésbicas. O GALF deu continuidade ao ChanacomChana, agora no formato de boletim, que se tornou um importante instrumento de visibilidade. Por meio dele, denunciavam-se as repressões e o apagamento da comunidade lésbica, mas também se celebrava o amor entre mulheres e a construção de uma identidade política lésbica.

### A Perseguição
Durante a ditadura militar brasileira, a vivência lésbica foi frequentemente marginalizada. Termos como “lésbica”, “amante”, “machorra” e “lesbianismo” eram usados de forma pejorativa em documentos oficiais, associando essas identidades a comportamentos considerados desviantes, como relações extraconjugais, características masculinizadas e suposta incapacidade reprodutiva. Além disso, houve uma censura sistemática a produções culturais que abordavam o desejo e as relações afetivas entre mulheres, como os livros da escritora Cassandra Rios. Apesar de sua ampla popularidade, suas obras foram retiradas de circulação por retratarem o erotismo lésbico e representações de sexualidade feminina dissidente, consideradas à época como contrárias à moral vigente.
Espaços sociais frequentados por mulheres lésbicas, como bares e boates, também foram alvo de repressão. Em muitos casos, esses locais estavam situados em regiões vistas como periféricas e, por vezes, associados a atividades como o uso de drogas ou a prostituição, o que os tornava objeto de vigilância por parte das autoridades. Um dos principais pontos de encontro da comunidade lésbica em São Paulo foi o Ferro’s Bar, frequentado por ativistas do Grupo Lésbico-Feminista (LF) e do Grupo Ação Lésbica-Feminista (GALF), e também local de distribuição do boletim ChanacomChana. Apesar de sua relevância como espaço de sociabilidade e organização política, o bar era alvo de constantes ações repressivas. Mulheres identificadas como lésbicas podiam ser submetidas a abordagens policiais, revistas e prisões arbitrárias. Militantes relataram dificuldades para distribuir o boletim no local, enfrentando situações de violência verbal e física por parte da polícia e do dono do estabelecimento, até chegar ao ponto da proibição da distribuição do boletim.

### A Resistência Lésbica
Como uma forma de protestos aos abusos e ataques policiais a comunidade lésbica, as mulheres lésbicas e outros movimentos sociais paulistas se reuniram e realizaram um ato público no dia 13 de junho de 1980. Em resposta, meses depois, foi deflagrada a chamada Operação Sapatão, no dia 13 de novembro de 1980, sob o comando do José Wilson Richett. A operação tornou-se símbolo da perseguição institucional contra as mulheres lésbicas da ditadura militar.
Diante da insatisfação com os ataques recorrentes, especialmente após a repressão da chamada Operação Sapatão, foi organizada a manifestação conhecida como "Levante do Ferro’s Bar". Realizada em 19 de agosto de 1983, contou com a liderança de Rosely Roth, ativista lésbica e feminista do Movimento Homossexual Brasileiro (MHB), e de Miriam Martinho, fundadora do Grupo Ação Lésbica-Feminista (GALF). Reconhecida como a primeira manifestação lésbica contra o preconceito e a discriminação no Brasil, a ação contou com a participação de diversos grupos dos movimentos sociais, que reocuparam simbolicamente o bar e realizaram um ato político. As manifestantes exigiam respeito, o direito de continuar distribuindo o boletim ChanacomChana, bem como a permanência dos encontros e atividades sociais naquele espaço. Anos mais tarde, o dia 19 de agosto foi oficialmente reconhecido como o Dia Nacional do Orgulho Lésbico e, em 2008, foi oficializado pela Assembleia Legislativa do Estado de São Paulo.